# Копассус

Емблема Копассус

Копассус (англ. Kopassus, скорочення від Komando Pasukan Khusus ) — спеціальний військовий підрозділ Збройних сил Індонезії. Його штаб-квартира знаходиться в Сіджантунг, Східна Джакарта. Підрозділ чисельністю близько 5 000 осіб використовується, серед іншого, для диверсій, військової розвідки, викрадення людей або звільнення заручників.
Окрім Стратегічного армійського командування Кострад, це другий центр влади військових в Індонезії, який брав активну участь у злочинах проти людяності в усіх кризових ситуаціях з моменту свого заснування, починаючи з боротьби проти Республіки Малуку Селатан, проголошеної на Молуккських островах у 1950, масових вбивств власного населення в 1965/66 роках і подальшої військової диктатури Сухарто, до операцій у Східному Тиморі та інших кризових регіонах, таких як Ачех або Західна Нова Гвінея. Під час цих операцій міжнародні спостерігачі неодноразово вказували на причетність Копассуса до серйозних порушень прав людини та підтримки воєнізованих груп.